# Zeewolde
| Gemeentegrenzen Wijkgrenzen Buurtgrenzen Autosnelweg Secundaire weg Spoorweg |  |  | ██ Geselecteerde gemeente ██ Bebouwd gebied ██ Bos of park ██ Binnenwater, rivier of kanaal |

Zeewolde en omgeving (2009)

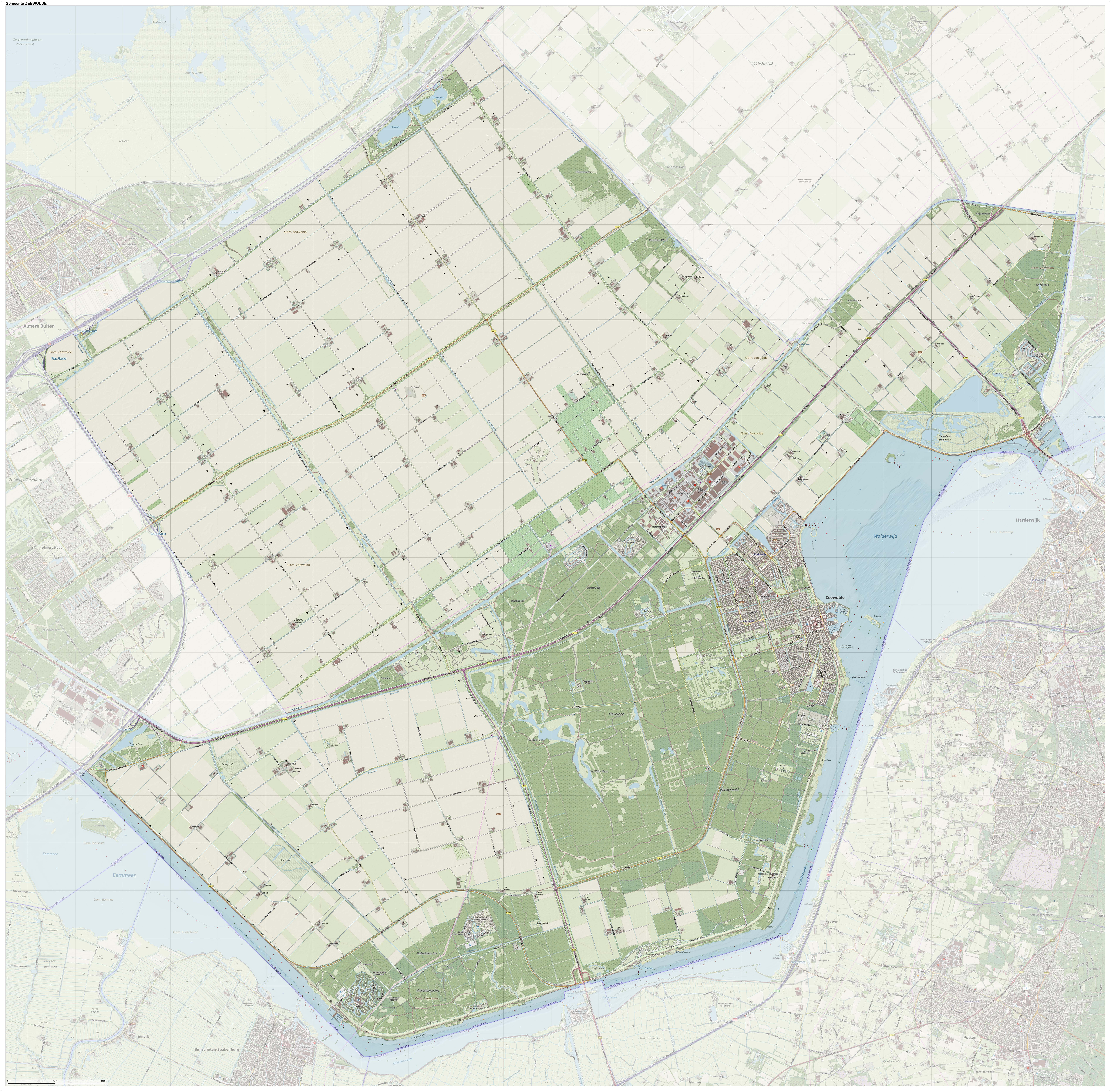
Topografische gemeentekaart van Zeewolde, september 2023

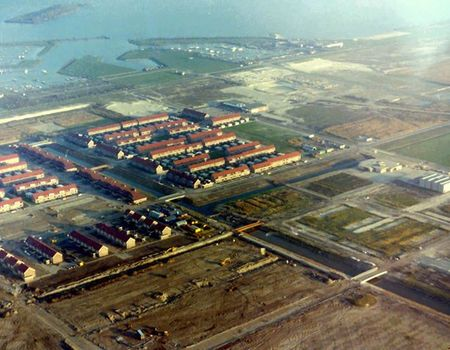
Luchtfoto van Zeewolde ca 1984

Zeewolde (uitspraakⓘ) is een gemeente in de Nederlandse provincie Flevoland. Het is evenals Almere een van de twee gemeenten in de zuidelijke Flevopolder, die als laatste poldergedeelte drooggelegd is in de jaren zestig van de vorige eeuw. De gemeente telt 23.899 inwoners (22 november 2024, bron: CBS) en heeft een relatief grote landoppervlakte van 248,76 km², bijna twee keer zoveel als de buurgemeente Almere. Zeewolde werd in 1984 een zelfstandige gemeente en is daarmee de jongste, niet door samenvoeging ontstane, gemeente van Nederland.

## Ligging
De gemeente Zeewolde bevindt zich in het zuidelijke gedeelte van de provincie Flevoland. De kern Zeewolde ligt aan het Wolderwijd, waaraan het (op voorstel van Godfried Bomans) zijn naam heeft gegeven, tegenover Harderwijk. Op het meest noordoostelijke punt van de gemeente ligt het gehucht Harderhaven, het oudste gedeelte van Zeewolde. Buurgemeenten van Zeewolde zijn Almere, Lelystad en Dronten. Buurgemeenten op het oude land, aan de overkant van het Wolderwijd, zijn Harderwijk, Ermelo en Putten. Aan de overkant van het Eemmeer liggen de gemeenten Eemnes, Bunschoten en Nijkerk.

### Horsterwold
Aan de zuidwestkant van Zeewolde ligt het Horsterwold, een jong bos van ongeveer 3700 hectare groot. Het grenst aan het Nuldernauw. Dit bos is niet alleen een van de grootste aaneengesloten loofbossen van Nederland, 'het is tevens bijzonder omdat dit een bos is op kleigrond. De groei van bomen is spectaculair doordat zure regen geen vat heeft op dit milieu en doordat de grondsoort zeer vruchtbaar is'.

### Harderbroek
Aan de noordoostkant van Zeewolde ligt het natuurgebied Harderbroek, een moeras- en plassengebied van 272 hectare, dat in 1974 in de gemeente Zeewolde is aangelegd en wordt beheerd door de Vereniging Natuurmonumenten. Het ligt tegenover Harderwijk, ingeklemd tussen de Knardijk en de Ganzenweg, en grenst aan het randmeer Wolderwijd. Aan de andere zijde van de Ganzenweg strekt zich het Harderbos uit. Samen met het graslandgebied Kievitslanden vormen deze drie deelgebieden het grote jonge natuurgebied Harderhoek.

## Naamgeving
In geheel Flevoland hebben al meer dan duizend jaar geleden mensen gewoond, hetgeen blijkt uit voorwerpen die zijn teruggevonden. Enkele namen van dorpen en steden (zoals Teisterbant en Swifterbant) stammen ook uit deze tijd. Uit oude bronnen is gebleken dat er in het jaar 790 sprake was van een dorp genaamd Seaewald. Het oorspronkelijke dorp Seaewald had zijn ligging in de veengebieden in het gebied. Uit diverse bronnen blijkt dat hekserij grote invloed had in de Seaewaldse maatschappij. De Friese missionaris Liudger (742-809) was van plan een klooster te stichten. Hij verwierf in 793 een erfdeel "in een bos, dat Seaeuuwald of Suifterbant heet, uitgezonderd de akkers die daar door mijn ouders en eigen mensen ontgonnen zijn." In de oorkonde staat dat Liudger, zoon van Hredger, zijn vriend en priester Liudger ontgonnen bouwgrond schenkt in het gebied dat begrensd wordt door Suifterbant, Enedseae en Berisli. Dit vormde het eerste bezit van de abdij Werden, waarvan de bouw in 801 gereed kwam. Door overstromingen in de latere middeleeuwen is dit dorp verzwolgen door de Zuiderzee. 
“Zeewolde” verwijst naar het oerbos dat hier voor de christelijke jaartelling groeide en later door de zee is overspoeld. Oorspronkelijk was deze naam bestemd voor een (nooit gebouwd) dorp in de buurt van Lelystad. Het duikt weer op in de naamgevingscommissie voor Zuidelijk Flevoland en inspireerde commissielid Godfried Bomans tot namen als ‘Wolderwijd’ en ‘Nuldernauw’. 
Een moderne interpretatie onderscheidt in de dorpsnaam de twee woorden zee en wold (zee/blauw/water en groen/bossen/natuur). De kleuren komen samen met de kleur geel (graan) terug in de vlag van Zeewolde.
Een inwoner van Zeewolde wordt Zeewoldenaar genoemd, voor vrouwen worden de termen Zeewoldese en Zeewoldse gebruikt. Als bijvoeglijk naamwoord wordt naast Zeewolds ook Zeewolder gebezigd.

## Moderne geschiedenis
De polder bestaat sinds 1968, het jaar waarin Zuidelijk Flevoland is drooggelegd. In eerste instantie was het nieuwe dorp Zeewolde gepland tussen Dronten en Lelystad. Later is besloten om het dorp te bouwen op de locatie waar het nu is. Eind jaren '70 vestigden zich de eerste agrariërs en ondernemers in de polder, en kwam er een multifunctioneel gebouw: De Trekker. Dat gedeelte van Zeewolde is hernoemd in 'Bedrijventerrein Trekkersveld'.
In 1981 startte de eerste basisschool, genaamd 't Wold, aan de Dasselaarweg, tussen het riet en tegenover een bos, naast het gemeentehuis, de bibliotheek en het politiekantoor. Er was een weg naar de haven. Van een dorp was nog geen sprake. Wel begonnen de eerste activiteiten, zoals het opspuiten van zand.
In 1983 werd begonnen met de eerste gebouwen en woningen van het dorp Zeewolde en in 1984 vestigden de eerste Zeewoldenaren zich. Zeewolde is ontstaan uit een deel van Lelystad en het OL ZIJP. De gemeente Zeewolde werd bij wet ingesteld op 1 januari 1984.
De gemeente Zeewolde had oorspronkelijk als doel het dorp, hoewel ruim van opzet, klein te houden. Bij een vooraf door de gemeente vastgesteld aantal inwoners zou de huisvesting stoppen. Dit oorspronkelijke aantal (5.000) is ruimschoots overschreden. Desondanks heeft Zeewolde zijn dorpse karakter weten te behouden. Dit is met name terug te zien in de jongste wijk, de Polderwijk. Ook deze wijk is ruim opgezet, met oog voor natuur. Een bijkomend effect van het gestegen inwonersaantal is dat er meerdere grote(re) winkelketens zijn gevestigd in Zeewolde. Niettemin behoort Zeewolde tot de dunstbevolkte gemeenten van Nederland.

## Politiek

### Gemeenteraad
| Gemeenteraadszetels | Gemeenteraadszetels | Gemeenteraadszetels | Gemeenteraadszetels |
| Partij              | 2014                | 2018                | 2022                |
| ------------------- | ------------------- | ------------------- | ------------------- |
| Leefbaar Zeewolde   | 6                   | 5                   | 10                  |
| ChristenUnie        | 3                   | 3                   | 4                   |
| VVD                 | 3                   | 3                   | 2                   |
| CDA                 | 2                   | 2                   | 1                   |
| Actief Zeewolde     | -                   | -                   | 1                   |
| D66                 | 2                   | 2                   | 1                   |
| PvdA/GroenLinks     | 1                   | 2                   | -                   |
| Zeewolde Liberaal   | 1                   | 1                   | -                   |
| Burgerbelang        | 1                   | 1                   | -                   |
| Totaal              | 19                  | 19                  | 19                  |

### College
In de periode 2022-2026 bestaat het college uit de partijen Leefbaar Zeewolde en ChristenUnie.

## Economische activiteiten
De eerste inwoners van de gemeente waren vooral veehouders en akkerbouwers. Door de sterke bevolkingsgroei van Zeewolde nadien zijn agrariërs relatief een steeds kleinere groep geworden. In economische zin is er eenzelfde trend. Aanvankelijk voerden voornamelijk de agrarische en aanverwante bedrijven de boventoon. Inmiddels vormt het niet-agrarische midden- en kleinbedrijf de grootste groep. Op de bedrijventerreinen Trekkersveld, Schepenveld, Gildenveld, Krachtenveld, Planetenveld en Horsterparc (voorheen Paardenveld) zijn diverse takken van bedrijven actief. Transport en logistiek nemen veel grondoppervlakte in beslag van Trekkersveld (het oudste industrieterrein, sinds de jaren zeventig), maar numeriek voeren ze niet de boventoon. De mechanisatiebedrijven en (agrarische) handelsbedrijven blijven in dat opzicht de hoofdmoot. Trekkersveld kent ook een aantal fabrikanten, waarvan de Pottertjes en Gouda's Glorie bekende merknamen zijn. Op de andere industrieterreinen is meer diversiteit.
Waar op Trekkersveld met name de uitgestrekte bedrijven gevestigd zijn, zijn het op de andere bedrijventerreinen de kantoorbedrijven, waaronder een aantal (inter-)nationaal bekende namen in de dienstensector.

## Demografie
Op 1 januari 22 november 2024 telde de gemeente Zeewolde 23.899 inwoners. In 1995 telde de gemeente Zeewolde nog 12.923 inwoners.
In 1988 had Zeewolde het hoogste geboortecijfer in heel Nederland, zo'n 31.3 geboorten per duizend inwoners. Het vruchtbaarheidscijfer was in dat jaar 2.57 kinderen per vrouw. Het jaar 2016 telde ongeveer 9.7 geboorten per duizend inwoners. In dezelfde periode bedroeg het vruchtbaarheidscijfer 1.74 kinderen per vrouw. De afgelopen jaren is het geboortecijfer flink gedaald. Het ligt inmiddels onder het landelijke gemiddelde.
Het gemiddeld inkomen ligt in Zeewolde met € 25.700 het hoogst van alle gemeenten in Flevoland. Ook de gemiddelde WOZ-waarde is met € 240.000 hoger dan in de andere Flevolandse gemeenten.

## Geboren in Zeewolde
- Chahid Charrak (1990), ondernemer en influencer
- Sep Visser (1990), rugbyspeler
- Sanne van Gool (1992), honkbalspeelster
- Shanel Smid (1999), voetbalspeelster
- Kirsten van de Westeringh (2001), voetbalspeelster
- Amber Visscher (2002), voetbalster

## Overleden in Zeewolde
- Willy Cornelis Louwerse (1936-2000), militair
- Minny Luimstra-Albeda (1935-2024), politica

## Bijzondere bouwwerken
- In Zeewolde stond de zendmast van de Middengolfzender Flevoland voor de AM gemoduleerde middengolffrequentie 1008 kHz. Op 9 januari 2019 zijn deze zendmasten neergehaald.
- De Open Haventoren heeft een carillon met vijftig klokken. Het wordt bespeeld door Boudewijn Zwart.
- In het Wolderwijd bij Zeewolde ligt het Tulpeiland, een kunstmatig eiland in de vorm van een tulp, dat vanuit de lucht goed te zien is.

## Naturisme
Zeewolde herbergt een commercieel naturistenterrein met bijhorende camping Flevo-Natuur. Als naaktstrand is er het Laakse Strand. Tussen Flevo-Natuur en het Laakse strand kunnen in het Hulkesteinse Bos geregeld naaktlopers waargenomen worden.

## Aangrenzende gemeenten
| Aangrenzende gemeenten   | Aangrenzende gemeenten | Aangrenzende gemeenten         | Aangrenzende gemeenten | Aangrenzende gemeenten |
| ------------------------ | ---------------------- | ------------------------------ | ---------------------- | ---------------------- |
|                          |                        | Lelystad                       |                        | Dronten                |
|                          |                        |                                |                        |                        |
| Almere                   | Harderwijk (Gld)       |                                |                        |                        |
|                          |                        |                                |                        |                        |
| Eemnes (U) Blaricum (NH) |                        | [ Nijkerk (Gld) Bunschoten (U) |                        | Ermelo Putten (Gld)    |

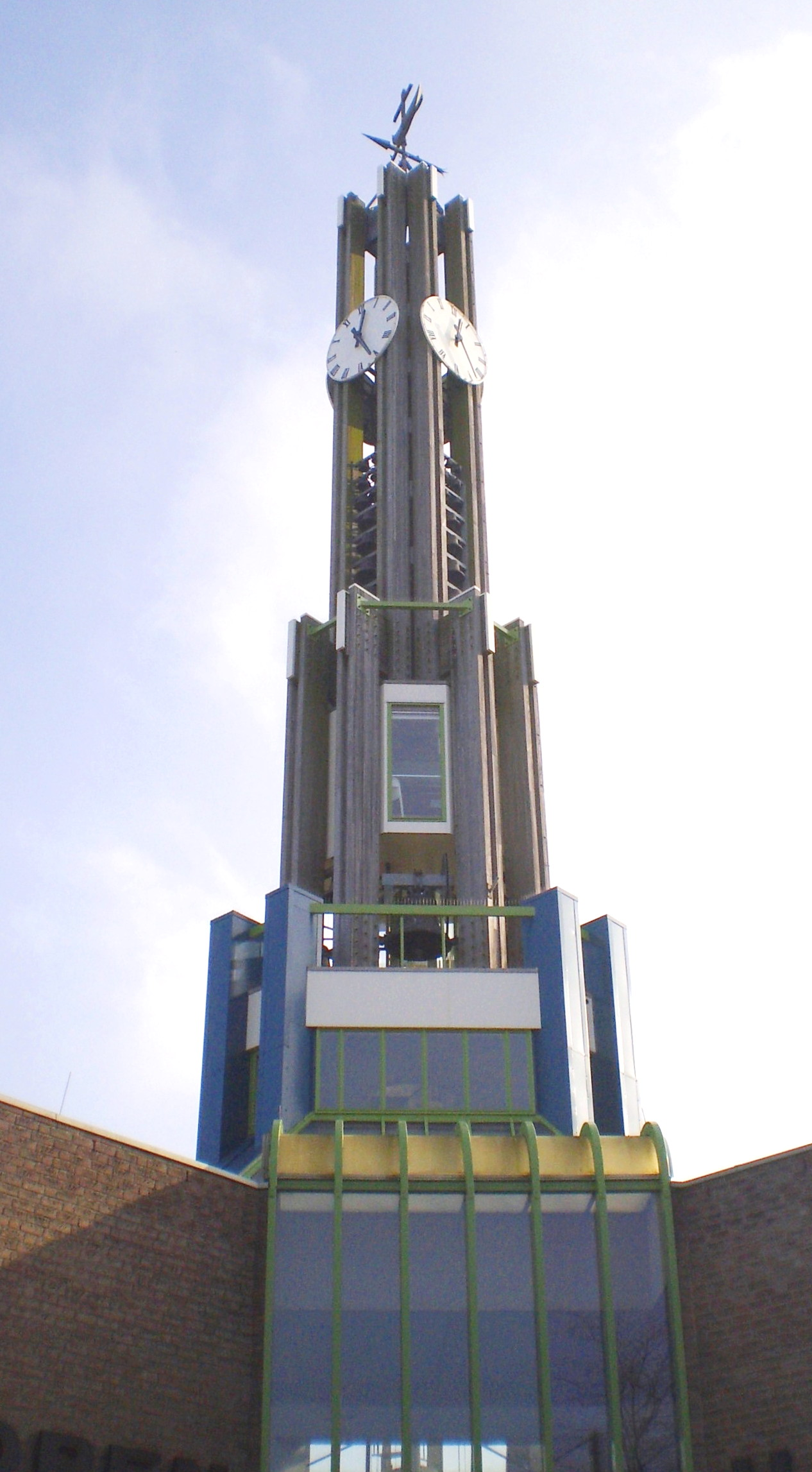
Toren van kerkgebouw 'Open Haven'
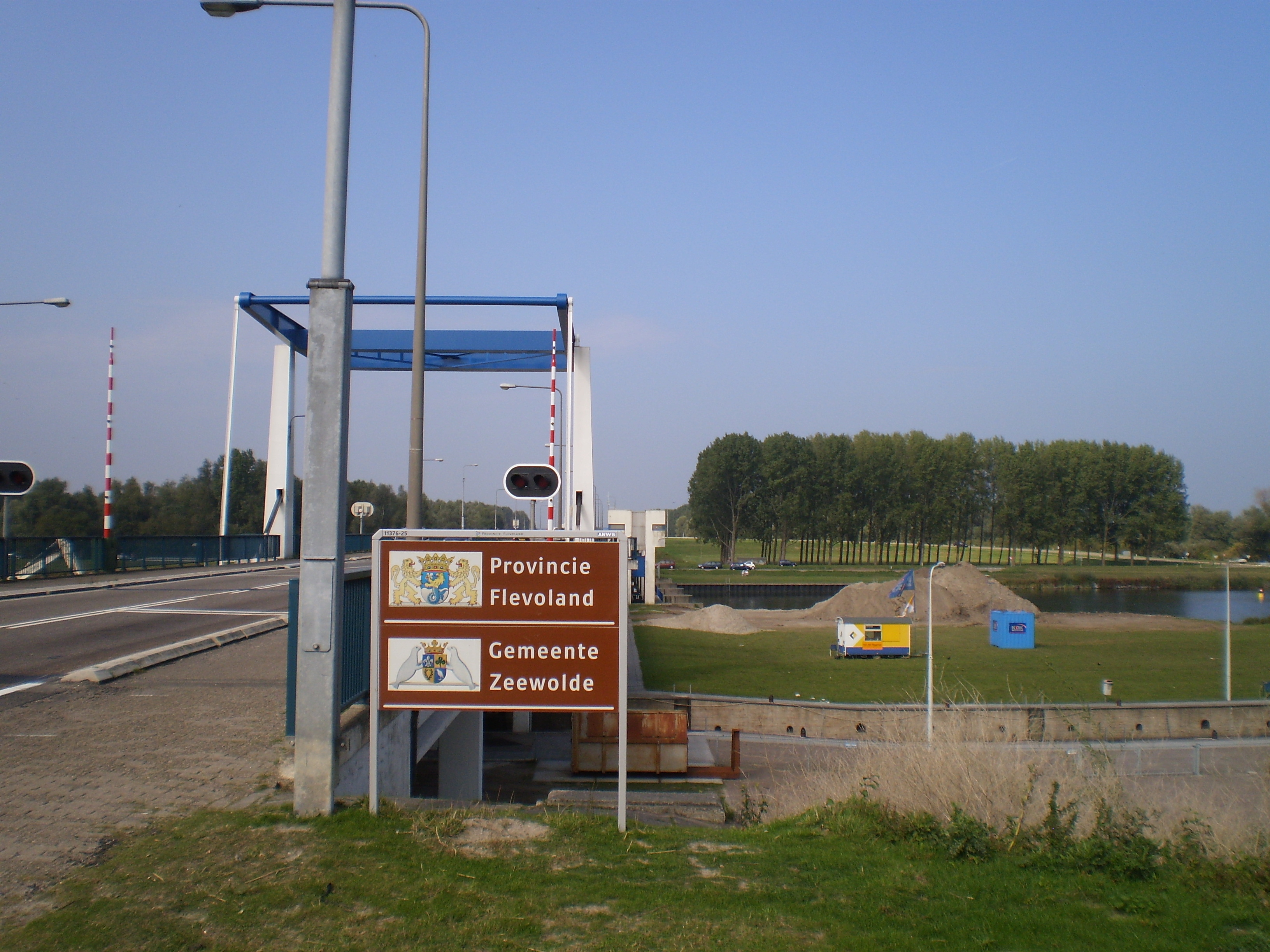
Grens tussen gemeente Nijkerk en Zeewolde

## Monumenten
In de gemeente is er een rijksmonument en een oorlogsmonument, zie:
- Lijst van rijksmonumenten in Zeewolde
- Lijst van oorlogsmonumenten in Zeewolde